# 白南権
白 南権（ペク・ナムグォン、白南權、백남권）は大韓民国の軍人。本貫は水原白氏。

## 経歴
1922年4月、慶尚南道咸陽郡に生まれる。1944年、日本大学商科を中退して学徒出陣。
1946年3月23日付で軍事英語学校を卒業して少尉に任官（軍番10069番）。南朝鮮国防警備隊第5連隊の創設に参加、A中隊長（中隊長：白善燁中尉）小隊長。同年12月、第2連隊第3大隊長。1948年5月1日、第10連隊長。1949年2月、北朝鮮軍の侵入に業を煮やし、隷下砲兵中隊（長：盧載鉉大尉）に命じて北朝鮮海軍派遣隊隊舎に105mm砲弾5発を命中させ、基土門里砲撃事件を起こす。同年5月25日、第5連隊長。1950年3月、日本に渡り第1騎兵師団で研修を受ける。
朝鮮戦争が勃発すると帰国し、同年8月13日、首都師団機甲連隊長。同年11月、首都師団副師団長。1951年5月、第3師団長。1952年10月、陸軍歩兵学校校長。
1954年、第21師団長。第2軍管区司令官を経て1956年10月、陸軍士官学校校長。1957年8月、第2訓練所長。1959年3月、第6管区司令官。
1962年、不正蓄財事件で懲役10年の判決が下された。
予備役編入後は仁川製鉄工業会社副社長。2011年2月14日、ソウル峨山病院にて死去。

## 叙勲
- 乙支武功勲章
- 忠武武功勲章
- シルバースター - 1952年3月13日[13]
- レジオン・オブ・メリット - 1953年6月9日[14]

## 参考
- 佐々木春隆『朝鮮戦争/韓国篇 上巻 建軍と戦争の勃発前まで』（第4刷）原書房、1983年。ISBN 4-562-00798-2。
- 박동찬 (2014) (PDF). 통계로 본 6·25전쟁. 국방부 군사편찬연구소. ISBN 979-11-5598-010-1
- “白南權” (朝鮮語).   国立大田顕忠院. 2015年12月25日閲覧。

| 軍職        | 軍職                                                  | 軍職        |
| ----------- | ----------------------------------------------------- | ----------- |
| 先代 金鐘五 | 第3師団長 第12代：1951.5.23 - 1952.10.10              | 次代 林善河 |
| 先代 林善河 | 大韓民国陸軍歩兵学校校長 第9代：1952.10.10 - 1953.5.9 | 次代 崔錫   |
| 先代 張昌国 | 韓国陸軍士官学校校長 第13代：1956.10.8 - 1957.7.31    | 次代 李翰林 |
| 先代 楊国鎮 | 第2訓練所長 第7代？：1957.7 - 1959.3.13               | 次代 朴炳権 |